# Мылинка (деревня)
Мылинка — деревня в Карачевском районе Брянской области России. Входит в состав Мылинского сельского поселения.

## География
Деревня находится в восточной части Брянской области, в зоне хвойно-широколиственных лесов, на левом берегу реки Снежеть, вблизи места впадения в неё реки Мылинка, на расстоянии примерно 8 км (по прямой) к северо-западу от города Карачев, административного центра района. Абсолютная высота — 183 м над уровнем моря.
Климат
Климат умеренно континентальный с теплым летом и умеренно морозной зимой. Годовое количество осадков — 500—600 мм. Средняя температура января составляет −8,6°, июля — +18,6°.
Часовой пояс
Деревня Мылинка, как и вся Брянская область, находится в часовой зоне МСК (московское время). Смещение применяемого времени относительно UTC составляет +3:00.

## Население
| 2010 | 2013 |
| ---- | ---- |
| 293  | ↘287 |

Половой состав
По данным Всероссийской переписи населения 2010 года, в гендерной структуре населения мужчины составляли 49,1 %, женщины — соответственно 50,9 %.
Национальный состав
Согласно результатам переписи 2002 года, в национальной структуре населения русские составляли 95 % из 286 чел.

## Улицы
| - ул. Белобережская, - ул. Брянская, - ул. Заречная, | - ул. Калинина, - ул. Набережная, - ул. Пионерская, | - ул. Привокзальная, - ул. Советская, - ул. Сосновая. |

## Транспорт
В деревне расположена одноимённая станция Московской железной дороги.